# فوساگرو
فوساگرو (انگلیسی: PhosAgro) شرکت صنایع شیمیایی روسی است، که در سال ۲۰۰۳ تأسیس شد.